# Josef Raukamp
Josef Raukamp (* 4. September 1881 Linnich; † 12. Februar 1960 in Schlierbach) war ein aus dem Rheinland stammender österreichischer Glasmaler und Unternehmer.

## Leben und Wirken
Raukamp erlernte die Glasmalerei im kunstgewerblichen Großbetrieb Oidtmann in Linnich, wo sich unter den 80 Mitarbeitern Zeichner, Zuschneider, Maler, Brenner und Verbleier befanden. Der Unternehmer Heinrich Oidtmann war, obwohl selber kein Glasmaler, an der alten Technik interessiert, publizierte dazu drei Bücher, war auf Verbesserung und Verfeinerung der Technik bedacht und erweiterte seine Kenntnisse durch zahlreiche Reisen, die ihn mit Meisterwerken alter Glasmalerei in Berührung brachten.
Raukamp wurde mit allen Betriebszweigen bekannt, bildete sich aber schließlich als Zeichner und Glasmaler aus, der die Schwarzlotzeichnung auf das Glasstück aufzutragen hatte. Um 1900 hielt er sich in Münster i. W. auf und vervollständigte seine Kenntnisse in Abendkursen. Danach kam er nach Linz zu Schürer, wo er nach dessen Tod 1908 die künstlerische Leitung der oberösterreichischen Glasmalerei übernahm.
Raukamp erwarb 1915 die Werkstätte der 1884 gegründeten Oberösterreichischen Glasmalerei von der Familie Großmann in Linz. Nach der Rückkehr aus dem Ersten Weltkrieg gelang 1919 der Neustart durch eine Zusammenarbeit mit seinem Bruder Wilhelm Raukamp (* 1882), der einen Glasmalereibetrieb in Berlin geführt hatte und nach dem Tod seiner Frau nach Linz gekommen war.
Die beiden Brüder gehörten in dieser Zeit zu den Schülern von Matthias May. Sie realisierten kühne Entwürfe für Kirchen in Holland, die auch bei den lokalen kirchlichen Fachleuten Beachtung fanden. Erste Werke in Oberösterreich konnten in Vöcklabruck verwirklicht werden, allerdings war der Kontrast zu herkömmlichen Werken so groß, dass es zu einem ausdrücklichen Verbot von Aufträgen an die Werkstätte kam, das erst nach mehreren Aussprachen mit dem Diözesanbischof Johannes Maria Gföllner wieder aufgehoben wurde. Die Verbindung zu seinem Bruder blieb auch aufrecht, als dieser 1923 als Pater Petrus in das Zisterzienserkloster Schlierbach eintrat.
Als Mitglied der Künstlervereinigung MAERZ beteiligte sich Raukamp auch an deren Ausstellungen.
In den 1920er und 1930er Jahren wurden in der oberösterreichischen Glasmalerei unter dem künstlerischen Einfluss Raukamps Entwürfe von Robert Andersen, Karl Hauk, Wilhelm Kaufmann, Alfred Stifter und anderen ausgeführt.
Gemeinsam mit seiner Frau Josefa wirkte er an der Konzeption seines Wohn- und Atelierhauses auf dem Martinsfeld zwischen Schloss und Martinskirche auf dem Linzer Römerberg mit, das nach Plänen von Architekt Josef Harwanek, Wien, von Friedrich Gangl 1931 errichtet wurde.
Raukamp konnte während des Zweiten Weltkriegs seine Glasvorräte innerhalb der Klostermauern vor den Bombenangriffen in Sicherheit bringen. 1954 kaufte das Stift die Glasmalerei, wodurch Raukamp, der kinderlos war, sein Lebenswerk in geeigneten Händen sah. Pater Petrus übernahm die Leitung der Werkstätte und entwickelte diese gemeinsam mit Tecelin Kummer zu einem Zentrum des sakralen Kunstschaffens.
Künstler wie Margret Bilger, Rudolf Kolbitsch, Lydia Roppolt, Josef Mikl, Hans Plank, Rudolf Szyszkowitz, Adolf A. Osterider, Franz Weiss, Erika Wolf, Sr. Basilia Gürth, Georg Meistermann und andere arbeiteten mit der Klosterwerkstätte zusammen und schufen Werke, die über Österreich hinaus nachgefragt wurden.

## Werke

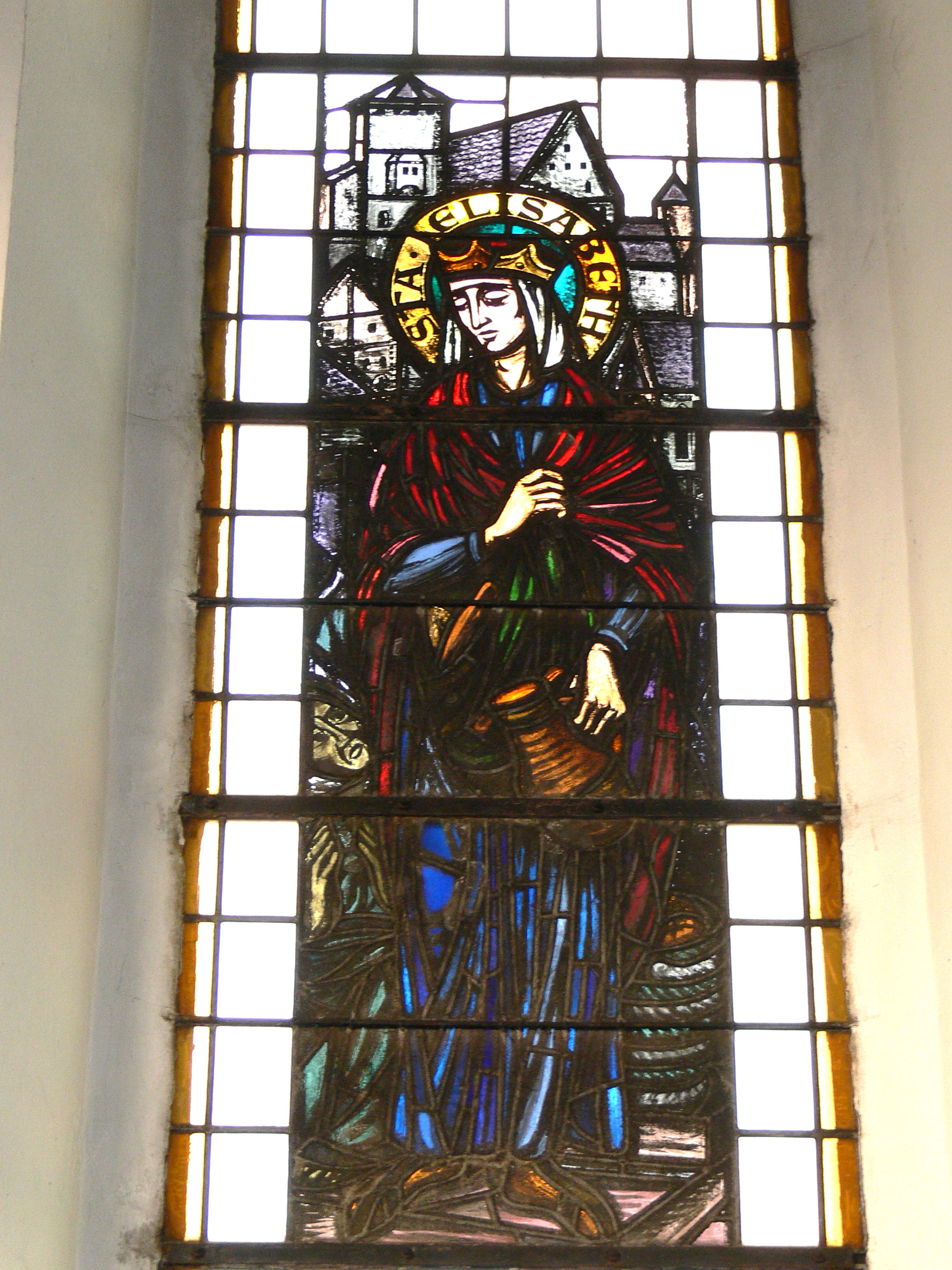
Buntglasfenster Hl. Elisabeth von Thüringen, Pfarrkirche Arnreit

- Chorfenster der Katholischen Pfarrkirche Vöcklabruck (ungefähr 1922)
- Fenster der Hauskapelle der Schulschwestern in Vöcklabruck (1922)
- Glasmalereien im Zeremoniensaal des Linzer Krematoriums (1925–1929)
- Turmkapellenfenster im Neuen Linzer Dom (1930, 1934)
- Chorfenster der Pfarrkirche Hörsching (während des Zweiten Weltkriegs)
- Fenster in der Pfarrkirche Kirchberg ob der Donau
- Fenster in der Linzer Martinskirche (in den ersten Nachkriegsjahren)
- Fenster in der Pfarrkirche Arnreit (1950)

## Auszeichnung
- Professor h.c.